# Луидор
Луидор (на френски: louis d'or – златен Луи) е златна френска монета от XVII и XVIII век.
Наречена е в чест на крал Луи XIII, защото е сечена по негово време – за пръв път през 1640 г. На нея е изобразен портрет на краля в профил, с венец на главата. Тогава тежи 6,751 g, диаметърът ѝ е 26 mm и е от 22 карата, с което отговаря на испанския дублон,, получили във Франция названието пистол. Сечени са още монети от половин луидор, два луидора, а също 4, 8 и 10 луидора.
В началото на XVIII век теглото на луидора се увеличава леко – до 8,158 g; впоследствие теглото и диаметърът на монетата се променят няколко пъти. Рекордният луидор е монета с тегло 9,79 g. Има голям брой различни по оформление луидори.
Като основна парична единица луидорът е заменен от френския франк по време на революцията и прехода към десетичната система. Ограничен брой са изсечени отново по време на реставрирането на Бурбоните при Луи XVIII. След това луидорът от 20 франка вече е с образа на Наполеон I и е в обръщение от 1801 до 1914 г. Тогава терминът „наполеон“ заменя „луидора“.